# زولتان مولنار (لاعب كرة قدم مجري)
زولتان مولنار (بالمجرية: Molnár Zoltán)‏ هو مدرب كرة قدم ولاعب كرة قدم مجري في مركز ظهير ‏، ولد في 4 نوفمبر 1973 في بودابست في المجر. لعب مع نادي أويبست ونادي بودابست ونادي دوناويفاروش ونادي فاساس.

## وصلات خارجية
- زولتان مولنار (لاعب كرة قدم مجري) على موقع قاعدة بيانات كرة القدم.إي يو (الإنجليزية)
- زولتان مولنار (لاعب كرة قدم مجري) على موقع عالم كرة القدم.نت (الإنجليزية)
- زولتان مولنار (لاعب كرة قدم مجري) على موقع أوليمبيديا (الإنجليزية)